# Мраз
Мраз је појавни облик воде када се она смрзне у виду кристала леда који приањају уз гранчице, влати траве или рецимо прозоре. Мраз је бео јер кристали леда садрже ваздух. Иње и слана су у природи појаве сличне овој. У умереној клими, најчешће се појављује на површинама близу земље као крхки бели кристали; у хладним климатским условима, јавља се у већем броју облика. Ширење формирања кристала се дешава процесом нуклеације.

## Типови

### Иње
Иње, радијациони мраз или пруина, односи се на беле кристале леда наталожене на тлу или лабаво причвршћене за изложене предмете, као што су жице или лишће. Оно настаје у хладним, ведрим ноћима када су услови такви да се топлота израчује на отворени ваздух брже него што се може заменити из оближњих извора, као што су ветар или топли предмети. Под одговарајућим околностима, предмети се хладе испод тачке смрзавања околног ваздуха, знатно испод тачке смрзавања воде. Такво замрзавање може бити подстакнуто ефектима као што су поплавни мраз или џеп мраза. Ово се дешава када приземно зрачење губи хладан ваздух док не потече низбрдо и акумулира се у џеповима веома хладног ваздуха у долинама и удубљењима. Иње се може смрзнути у тако ниско лежећем хладном ваздуху чак и када је температура ваздуха неколико стопа изнад земље знатно изнад нуле.
Када површинско иње прекрива нагнуте снежне сметове, слој кристала иња може представљати ризик од лавине; када тешки слојеви новог снега прекрију ледену површину, паперјасти кристали који се издвајају из старог снега задржавају падајуће пахуљице, формирајући слој празнина који спречава да се нови слојеви снега снажно вежу за стари снег испод. Идеални услови за стварање иња на снегу су хладне, ведре ноћи, са веома лаганим, хладним ваздушним струјама које преносе влажност одговарајућом брзином за раст кристала мраза. Ветар који је превише јак или топао уништава паперјасте кристале и на тај начин може омогућити чвршћу везу између старог и новог слоја снега. Међутим, ако су ветрови довољно јаки и хладни да положе кристале равно и суво, прекривши снег хладним, растреситим кристалима без уклањања или уништавања или пуштања да се загреју и постану лепљиви, тада би граница иња између слојева снега могла и даље да представља опасност од лавине, јер се текстура кристала мраза разликује од текстуре снега, а суви кристали се неће залепити за свеж снег. Овакви услови и даље спречавају јаку везу између слојева снега.

## Настанак
Током ноћи када су температуре испод 0 °C, односно испод тачке мржњења воде, влага из ваздуха мрзне стварајући кристале леда на доступним површинама. Такође, мраз се ствара када ведру и суву ноћ прати хладан зимски дан. 
Мраз може настати и услед процеса транспирације и тада се смрзава вода коју биљке нормално избацују кроз своје стоме. Пролећни и јесењи мраз најчешће настају усред зрачења топлоте са тла током ведрих ноћи, док у току зиме мраз настаје због хладног поларног ветра. Ниске температуре близу тла изазване мразом могу да доведу до појаве магле, која уколико садржи и кристале леда, назива се ледена магла.

## Последице
С обзиром да лед заузима већу запремину од воде, а биљке, као и сва жива бића, садрже воду у својим ћелијама, ширење леда ће проузроковати цепање и разарање ћелија и одумирање ткива. Такође, мржњење воде у ћелијама ће спречити нормално одвијање физиолошких процеса. Дакле, ова појава је негативна за биљке, а може бити веома штетна и за човека. Изложеност мразу може да проузрокује промрзлине, посебно изложених делова као што су нос и прсти. Промрзлине вишег степена могу спречити крв да нормално циркулише, што доводи до одумирања ткива у појединим деловима, а у тежим случајевима и до смрти.
Крила авиона који лети високо у атмосфери где су температуре увек испод тачке мржњења, могу да постану прекривена ледом, што утиче на квалитет лета. Зато већина млазних авиона користи уређаје за одлеђивање.

## Пољопривреда
Како би се спречила опасност од мраза, обрадиво земљиште се залива што доводи до стварања танке измаглице изнад површине земљишта. Ова измаглица спречава нагло хлађење земљишта и самим тим, појаву мраза.

## Утицај на биљке

### Оштећење
Многе биљке могу бити оштећене или убијене ниским температурама или мразом. Ово варира у зависности од врсте биљке, изложеног ткива и ниских температура; „лаки мраз“ од −2—0 °C (28—32 °F) оштећује мање врста биљака од „јаког мраза“ испод −2 °C (28 °F).
Биљке које ће вероватно оштетити чак и слаб мраз укључују вреже — као што су пасуљ, грожђе, тикве, диње — заједно са велебиљима као што су парадајз, патлиџан и паприка. Биљке које могу толерисати (или чак имати користи од) мразева укључују:
- коренасто поврће (нпр. цвекла, шаргарепа, пастрњак, лук)
- лиснато поврће (нпр. зелена салата, спанаћ, блитва, краставац[14])
- крсташице (нпр. купус, карфиол, бок чој, броколи, прокељ, ротквице, кељ, раштан, сенф, репа, подземна кораба)

Одређене бактерије, посебно Pseudomonas syringae, су посебно ефикасне у покретању стварања мраза, подижући температуру нуклеације на око −2 °C (28 °F). Бактерије којима недостају протеини активни у нуклеацији леда (лед-минус бактерије) доводе до знатно смањеног оштећења од мраза.

### Методе заштите
Типичне мере за спречавање мраза или смањење његове озбиљности укључују једну или више од:
- Постављање снажних дуваљки да симулирају ветар, чиме се спречава стварање накупина хладног ваздуха. Постоје варијације на ову тему. Једна врста је машина за ветар, пропелер са мотором постављен на вертикални стуб који дува ваздух скоро хоризонтално. Ветромашине су уведене као метода заштите од мраза у Калифорнији током 1920-их, али нису биле широко прихваћене све до 1940-их и 1950-их. Сада се обично користе у многим деловима света.[17] Други је селективни обрнути сливник,[18] уређај који спречава мраз тако што извлачи хладан ваздух из земље и издува га кроз димњак. Првобитно је развијен да спречи оштећење цитруса од мраза у Уругвају. На Новом Зеланду хеликоптери се користе на сличан начин, посебно у виноградарским регионима као што је Марлборо. Повлачећи топлији ваздух из инверзивних слојева и спречавајући накупљање хладнијег ваздуха на тлу, нисколетећи хеликоптери спречавају оштећење плодних пупољака. Пошто се операције изводе ноћу, а у прошлости су укључивале и до 130 летилица по ноћи у једном региону, безбедносна правила су строга.[19] Иако није наменска метода, ветротурбине имају сличан (мали) ефекат вертикалног мешања слојева ваздуха различите температуре.[20][21][22]
- За усеве високе вредности, фармери могу умотати дрвеће и покрити усеве.
- Загревање за успоравање пада температуре није практично осим за усеве високе вредности који се узгајају на малим површинама.
- Производња дима за смањење хлађења зрачењем
- Прскање усева слојем воде ослобађа латентну топлоту, спречавајући штетно смрзавање ткива биљака које облаже.

Такве мере треба примењивати дискреционо, јер могу донети више штете него користи; на пример, прскање усева водом може проузроковати штету ако се биљке преоптерете ледом. Ефикасан, јефтин метод за мале фарме усева и расаднике биљака, користи латентну топлоту смрзавања. Импулсни тајмер за наводњавање испоручује воду кроз постојеће горње прскалице у малим количинама за борбу против мраза до −5 °C (23 °F). Ако се вода замрзне, одаје своју латентну топлоту, спречавајући да температура лишћа падне много испод нуле.

## Занимљивост
У 17. и 18. веку веровало се да је мраз који се ствара на прозорском стаклу заправо врста биљке слична папрати. У неким деловима света хладне ноћи су персонификоване и називане „Страшним Мразом“ који леденим прстима шара по прозорима.